# Плюмер, Герберт
Герберт Чарльз Онслоу Плюмер (англ. Herbert Charles Onslow Plumer, 1st Viscount Plumer; 13 марта 1857 года, Кенсингтон, Лондон — 16 июля 1932 года, Лондон) — английский военачальник, 1-й виконт Плюмер (1929), 1-й барон Мессинский и Билтонский (1919), фельдмаршал (1919). В 1919—1924 годах — губернатор и главнокомандующий на Мальте. В 1925—1928 годах — Верховный комиссар в Палестине.

## Военная служба
Окончил аристократический Итонский колледж. В сентябре 1876 года поступил на военную службу лейтенантом 65-го пехотного полка. Полк в то время нёс службу в Британской Индии. В 1879 году стал адъютантом батальона. Отличился в Нильской экспедиции 1884 года, проявил храбрость в битве при Эль-Теб и в сражении при Томаи, был несколько раз ранен и удостоился своей первой награды — упоминание в приказе (Mentioned in dispatches). В 1886—1887 годах учился в Королевском военном училище в Сандхерсте. В мае 1890 года назначен помощником генерал-адъютанта на острове Джерси. В январе 1893 года назначен командиром батальона Йоркско-Ланкастерского полка.
В декабре 1895 года переведён в Южную Африку и назначен военным секретарём командующего войсками Капской колонии. В 1896 году участвовал в разоружении местной полиции в Южной Родезии, поддержавшей неудачный рейд Джеймсона, и в том же году участвовал в второй англо-матабельской войне экспедиции против матабелов, командовал кавалерийским полком. С 1897 года служил помощником начальника Олдершотского военного лагеря в Англии.
С началом второй англо-бурской войны вернулся в Южную Африку и отличился на этой войне. Вступив в войну подполковником, окончил её бригадным генералом, завоевал там себе громкую известность. Командовал отдельными кавалерийскими отрядами, участвовал в экспедиции по снятию осады Мафекинга. Его отряд разбил бурский отряд генерала Христиана Де Вета и пленил самого генерала. Главнокомандующий британской армией лорд Китченер высоко оценивал действия Плюмера на этой войне, и по возвращении Плюмера в Англию в 1902 году организовал ему персональную аудиенцию с королём Эдуардом VII. После этой встречи Плюмер стал генерал-майором.
С октября 1902 года — командир 4-й пехотной бригады в 1-м армейском корпусе, с декабря 1903 года — командир 10-й пехотной дивизии в 4-м армейском корпусе, с февраля 1904 по 1905 годы — генерал-квартирмейстер сухопутных войск и 3-й член Военного совета. После короткого пребывания без должности с апреля 1906 года командовал 7-й пехотной дивизией и с мая 1907 года командовал 5-й пехотной дивизии в Ирландии. Затем ещё два года состоял в резерве. С ноября 1911 года — начальник Северного военного округа (штаб в г. Йорк).

Плюмер был хорошим солдатом, однако не прирождённым. У него был широкий круг интересов, и иногда он подумывал оставить службу ради более доходной должности в Сити, не в последнюю очередь потому, что ему приходилось содержать жену и четверых детей. Однако все смотрели на него как на многообещающего человека, и всякий раз, как он собирался в отставку, кто-нибудь из старших офицеров неизменно его отговаривал.— Нилланс Робин. Генералы Великой войны. Западный фронт. М.: АСТ, Астрель, 2005. — Глава «Мессины, июнь 1917»

## Первая мировая война
На фронте первой мировой войны — с января 1915 года. Командовал 5-м армейским корпусом Британских экспедиционных сил во Франции. В ходе второй битвы при Ипре именно его части подверглись 22 апреля 1915 года газовой атаке под Ипром. С мая 1915 года — командующий 2-й армией. В основных операциях 1915—1916 годов эта армия активного участия не принимала, но во время третьей битвы при Артуа осенью 1915 года наносила отвлекающий удар в районе Ипра.
Прославился в Мессинской операции в июне 1917 года, когда добился значительного успеха в районе Ипра. К югу от Ипрского выступа германские войска на протяжении двух лет занимали гребень высот Мессин-Витсхае, господствовавший над всей Фландрской низменностью, по условиям местности и после соответствующего укрепления ставший практически неприступным для союзных войск. Решив взять его, Плюмер выдвинул идею подрыва немецких укреплений. Около года сапёрами готовились 24 минные галереи (2 из них были обнаружены и разрушены противником, остальные остались незамеченными), в которые было заложено свыше 600 тонн взрывчатых веществ. На фронте в 16 километров было сосредоточено 2 266 орудий, 300 самолётов и 72 танка. При подрыве мин 7 июня 1917 года были разрушены первая и частично вторая линии германских окопов. Высоты были заняты практически без сопротивления и британские войска продвинулись вперёд. Во время битвы при Пашендейле поддерживал 5-ю армию.
После разгрома итальянских войск у Капоретто 9 ноября 1917 года был назначен главнокомандующим экспедиционными силами в Италии. В начале 1918 года премьер-министр Великобритании Дэвид Ллойд-Джордж предлагал Плюмеру занять пост начальника Имперского Генерального штаба, но последний от этого назначения отказался и этот пост занял генерал Генри Вильсон.
13 февраля 1918 года вновь был назначен командующим 2-й армией на Западном фронте. Успешно оборонялся во время весеннего наступления германских войск во Фландрии (9-29 апреля 1918 года), на его участке германское продвижение имело лишь частный успех и измерялось несколькими километрами. Упорная оборона 2-й британской армии (при поддержке французских войск) сопровождалась большими потерями для наступавших и стала одной из основных причин прекращения немецкого наступления. Во время Стодневного наступления союзников армия Плюмера освободила бельгийскую Фландрию.
С декабря 1918 по апрель 1919 года служил командующим Британской оккупационной армией на Рейне. В апреле 1919 года вышел в отставку.

## После военной службы
С апреля 1919 по май 1924 года — губернатор и главнокомандующий на Мальте. В 1925—1928 годах — Верховный комиссар в Палестине. Член Палаты лордов, причём очень активно участвовал в её работе. Один из немногих высших британских военачальников первой мировой войны, который не писал мемуары и не вёл дневник. Перед смертью уничтожил все свои личные документы.
Похоронен с большими почестями в Вестминстерском аббатстве.

## Воинские звания
| Лейтенант                          | 11 сентября 1876 |
| Капитан                            | 29 мая 1882      |
| Майор                              | 22 января 1893   |
| Подполковник (лейтенант-полковник) | 17 октября 1900  |
| полковник                          | 29 ноября 1900   |
| Генерал-майор                      | 22 августа 1902  |
| Генерал-лейтенант                  | 4 ноября 1908    |
| Генерал                            | 11 июня 1915     |
| Фельдмаршал                        | 31 июля 1919     |

## Награды

### Британские награды
- Рыцарь Большого Креста ордена Бани (GCB, 1.01.1918)
- Рыцарь Большого Креста ордена Святого Михаила и Святого Георгия (GCMG, 1.01.1916)
- Рыцарь Большого Креста Королевского Викторианского ордена (GCVO, 14.07.1917)
- Рыцарь Большого Креста ордена Британской империи (GBE, 1924)
- Рыцарь-командор ордена Бани (КСВ, 29.06.1906)
- Офицер ордена Святого Иоанна (23.06.1925)
- Кавалер ордена Бани (СВ, 19.04.1900)

### Иностранные награды
- Великий офицер ордена Почётного Легиона (Франция, 14.12.1917)
- Военный крест 1914—1918 с пальмами (Франция, 11.03.1919)
- Военный крест 1914—1918 (Бельгия, 11.03.1918)
- Орден Восходящего солнца 1-й степени (Япония, 21.01.1921)
- Медаль «За выдающиеся заслуги» (США, 12.07.1919)